# 橋本陽介
橋本陽介（はしもと ようすけ、1982年 - ）は、日本の比較文学者。お茶の水女子大学准教授。

## 経歴
埼玉県生まれ。慶應義塾志木高等学校、慶應義塾大学文学部中国文学専攻卒業。慶應義塾大学大学院文学研究科中国文学専攻博士課程単位取得。2013年、「物語における時間と話法の比較詩学 中国語と日本語を中心にして」で博士（文学）の学位を取得。慶應義塾大学・慶應義塾志木高等学校非常勤講師。専門は中国語を中心とした文体論、比較詩学。ほぼ独学で7カ国語を習得した。

## 著書

### 専門書
- 『ナラトロジー入門 プロップからジュネットまでの物語論』水声社 水声文庫 2014
- 『物語における時間と話法の比較詩学 日本語と中国語からのナラトロジー』水声社 叢書記号学的実践 2014
- 『物語論 基礎と応用』講談社選書メチエ 2017
- 『越境する小説文体 意識の流れ、魔術的リアリズム、ブラックユーモア』水声社 水声文庫 2017
- 『中国語における「流水文」の研究』東方書店 2020
- 『中国語とはどのような言語か』東方書店 2022

### 新書・一般向け書籍
- 『7カ国語をモノにした人の勉強法』祥伝社新書 2013
- 『漢文は本当につまらないのか 慶應志木高校ライブ授業』祥伝社新書 2014
- 『使える語学力 7カ国語をモノにした実践法』祥伝社新書 2015
- 『日本語の謎を解く 最新言語学Q&A』新潮選書 2016
- 『ノーベル文学賞を読む ガルシア=マルケスからカズオ・イシグロまで』角川選書 2018
- 『使える! 「国語」の考え方』ちくま新書 2019
- 『中国語実況講義』東方書店 2020
- 『「文」とは何か 愉しい日本語文法のはなし』光文社新書 2020
- 『中国語は不思議「近くて遠い言語」の謎を解く』新潮選書 2022